# コザキア属
コザキア属は酢酸菌科に属するグラム陰性の非芽胞形成非運動性偏性好気性桿菌。GC含量は57。基準種のコザキア・バリエンシス以外知られていない。酢酸菌科の中ではネオアサイア属が最も近縁である。属名は日本の微生物学者小崎道雄に因む。
インドネシアの餅麹、ラギーやココナッツシュガーから発見されている。カタラーゼ陽性、オキシダーゼ陰性。グルコースからグルコン酸を形成し、エタノールを代謝して酢酸を生産する。酢酸及び乳酸の酸化能力は弱い。また、蔗糖からレバンに似た多糖を形成する特徴がある。